# 北西部政府
北西政府 (ロシア語: Северо-Западное правительство) は、1919年8月11日にタリンで結成された政府。政府には立憲民主党や社会革命党、メンシェヴィキなどがいた。
12月5日ユデニッチ軍の敗北によって崩壊した。